# Glaciar Fourcade
El glaciar Fourcade es un glaciar ubicado al norte de la caleta Potter, bahía Fildes/Guardia Nacional, en la costa sudoeste de la isla Rey Jorge/25 de Mayo, del archipiélago de las islas Shetland del Sur, Antártida.

## Toponimia

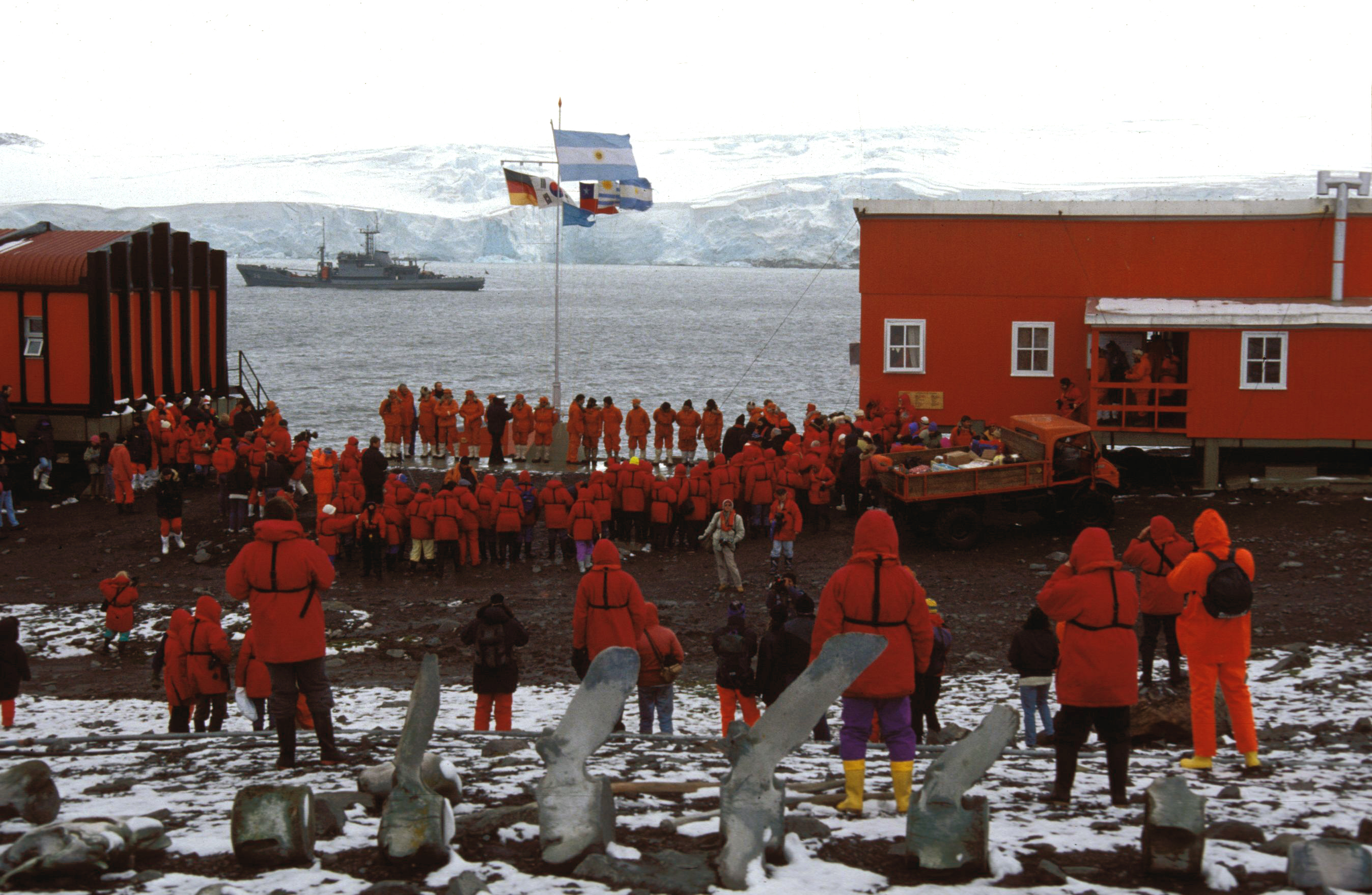
Vista del Laboratorio Dallmann. Detrás se observa el glaciar.

Fue nombrado por la Expedición Antártica Polaca de 1980 como Lodowiec Fourcade'a, en honor a Néstor Horacio Fourcade del Instituto Antártico Argentino, quien realizó investigaciones geológicas detalladas de la caleta y península Potter en varias temporadas, entre 1957 y 1960. Fourcade en 1960 publicó «Estudio geológico-petrográfico de Caleta Potter, Isla 25 de Mayo, Islas Shetland del Sur».

## Características
Ubicado frente a la Base Carlini de la Dirección Nacional del Antártico de Argentina, el glaciar se encuentra condiciones para recibir aeronaves Twin Otter serie 300 (o aeronaves de tamaño similar) con esquíes durante todo el año.

## Reclamaciones territoriales
Argentina incluye la isla Rey Jorge/25 de Mayo en el departamento Antártida Argentina dentro de la provincia de Tierra del Fuego, Antártida e Islas del Atlántico Sur; para Chile forma parte de la comuna Antártica de la provincia Antártica Chilena dentro de la Región de Magallanes y de la Antártica Chilena; y para el Reino Unido integra el Territorio Antártico Británico. Las tres reclamaciones están sujetas a los términos del Tratado Antártico.
Nomenclatura de los países reclamantes:
- Argentina: glaciar Fourcade
- Chile: ¿?
- Reino Unido: Fourcade Glacier

## Galería

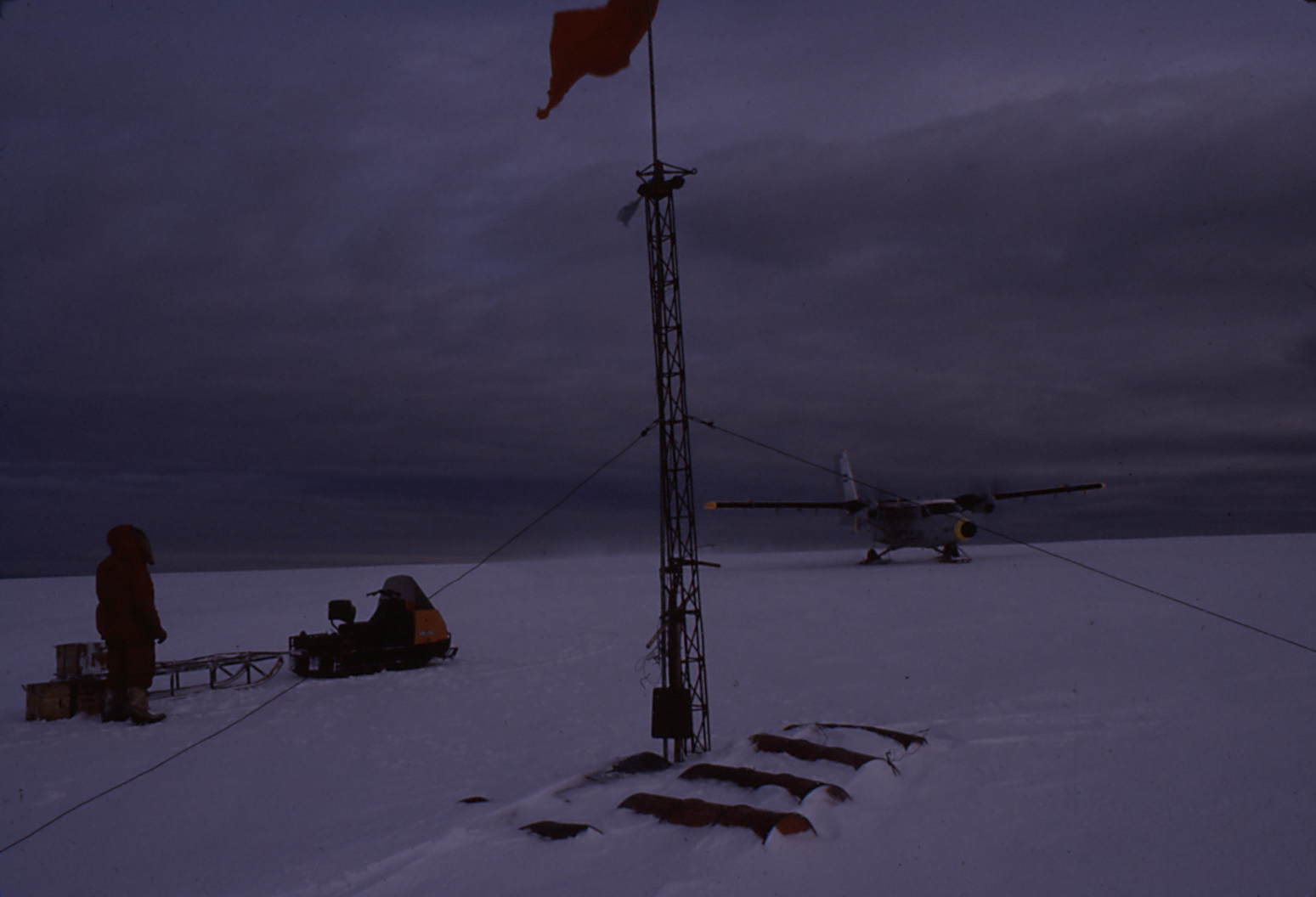
Aterrizaje de un Twin Otter en 1984.
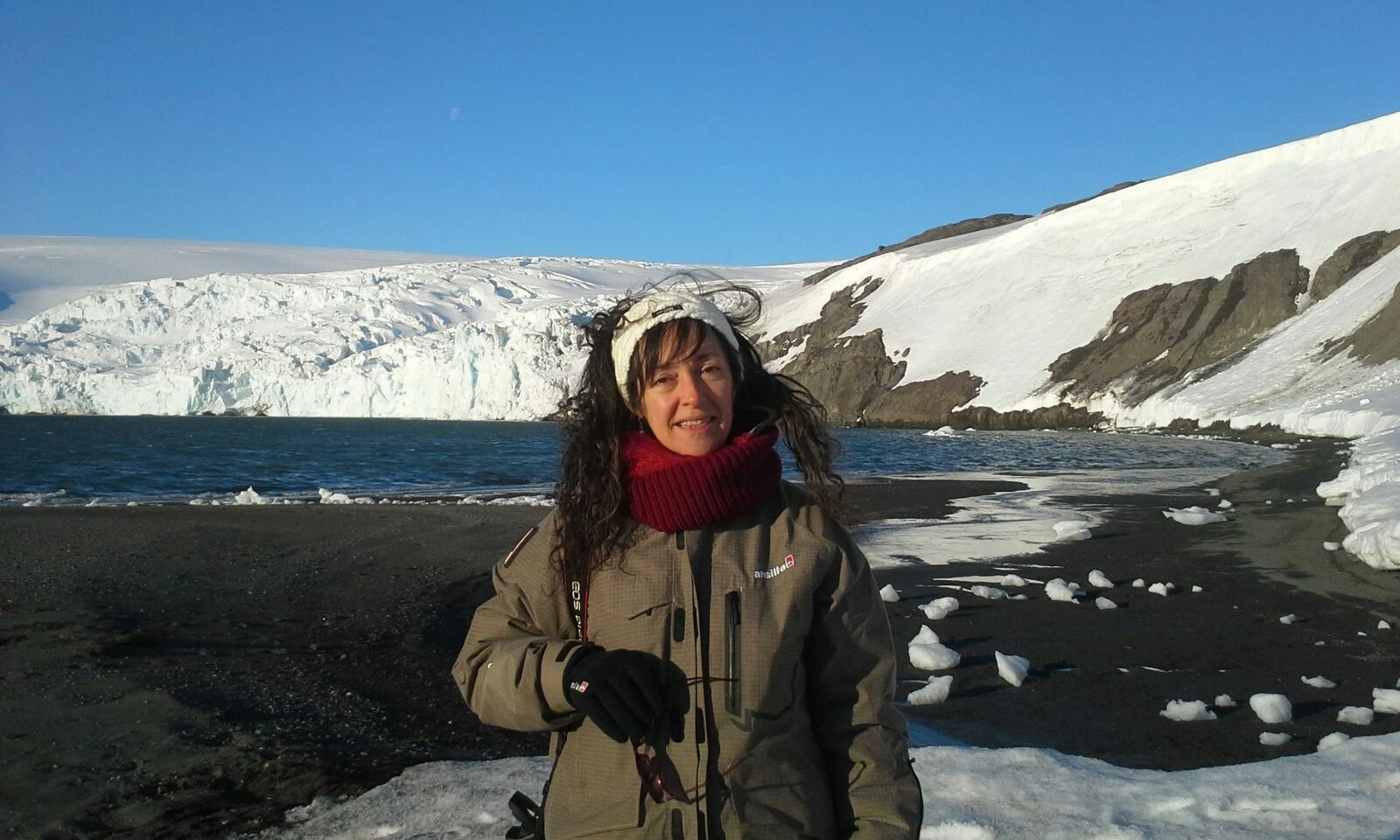
Irene Schloss posando frente a la caleta Potter y el glaciar.